# Woodstock (Ontario)
Pour les articles homonymes, voir Woodstock.
Woodstock est une ville, siège du comté d'Oxford au sud-ouest de l'Ontario au Canada. Sa population est de 40 902 habitants en 2016 et elle est située à environ 128 kilomètres au sud-ouest de Toronto et à 43 kilomètres à l'est de London. 

## Géographie
Constituant une ville de grandeur moyenne du sud-ouest ontarien, Woodstock est traversée par plusieurs axes routiers d'importance, tels que l'autoroute 401 et l'autoroute 403.  

## Histoire
Bien que Woodstock est incorporée comme entité municipale en 1891, les premières traces de colonisation de la région remontent au début du 19e siècle. 
Le 7 août 1979, la ville est frappée par trois tornades de niveau F4 sur l'échelle de Fugita.

Logotype de la municipalité.

## Démographie
Les tableaux suivants présentent l'évolution démographique de Woodstock.
| 2001   | 2006   | 2011   | 2016   |
| ------ | ------ | ------ | ------ |
| 33 269 | 35 480 | 37 754 | 40 902 |